# Полуян, Алексей Владимирович
Алексе́й Влади́мирович Полуя́н (4 апреля 1965, Ленинград — 8 января 2010, Лодейное Поле, Ленинградская область) — советский и российский актёр театра и кино, поэт, музыкант, был известен по фильмам Александра Рогожкина, Алексея Балабанова, Сергея Потепалова и других.

## Биография
Родился 4 апреля 1965 года в Ленинграде.
После окончания средней школы поступил в ПТУ 64, получил профессию рулевой-моторист. Попал в кино после приглашения от ассистента режиссёра Динары Асановой, случайно встретившей его на улице и пригласившей сниматься в фильме «Пацаны». В основном играл во второстепенных и эпизодических ролях, среди которых особенно выделяются роли в фильмах Рогожкина «Особенности национальной охоты» и «Операция „С Новым Годом!“». Широкую популярность приобрёл в 2007 году после выхода фильма «Груз 200», где исполнил роль милиционера-маньяка капитана Журова. Несмотря на тяжёлую болезнь, снимался до последних дней жизни, писал музыку, сочинял стихи. Работал в Ленинградском театре абсурда и Театре реального искусства.
Был дважды женат, имел двух дочерей. Вторая жена Полина — дочь актёра Алексея Петренко. Из-за злоупотребления алкоголем у Алексея Полуяна развилась тяжёлая форма панкреатита.
Скончался на 45-м году жизни 8 января 2010 года в городе Лодейное Поле Ленинградской области. Похороны актёра состоялись на его родине, в деревне Яровщина Лодейнопольского района, на берегу реки Оять.

## Фильмография

### Актёр
- 1983 — Пацаны — Синицын
- 1984 — Подслушанный разговор — Валерка
- 1988 — Крик о помощи — Никита
- 1989 — Караул — рядовой Николай Мазур, повар
- 1991 — Третья планета — информатор
- 1991 — Кольцо
- 1992 —  Комедия строгого режима — солдат с журналом
- 1992 — Чекист — Ян Карлович Пепел, заведующий отделом агентуры, член ЧК
- 1993 — Акт
- 1993 — Я — Иван, ты — Абрам — мужик с гитарой
- 1993 — Жизнь с идиотом — пациент психбольницы
- 1994 — Второй экран — Саша
- 1995 — Особенности национальной охоты — задержанный в милицейском УАЗике
- 1996 — Операция «С Новым годом!» — Полуян
- 1997 — Брат — «Крот», киллер
- 1997—1998 — Улицы разбитых фонарей — Цыбин
- 1998—1999 — Улицы разбитых фонарей 2 — Цыбин
- 2000 — Луной был полон сад — продавец статуэтки
- 2001 — Ниро Вульф и Арчи Гудвин — Сол Пензер
- 2001—2002 — Улицы разбитых фонарей 4 — Цыбин
- 2002 — Время любить
- 2003 — Повторение пройденного — Коркин
- 2002—2003 — Убойная сила-5 (серия «Принцип вины») — Бивень, заключённый в камере
- 2004 — Потерявшие солнце — сосед Цыбина
- 2004 — Конвой PQ-17 — английский матрос
- 2004 — Господа офицеры — Жало
- 2004 — Новые приключения Ниро Вульфа и Арчи Гудвина — Сол Пензер
- 2005 — Своя чужая жизнь
- 2005 — Вепрь
- 2005 — Братва — пиротехник
- 2007 — Груз 200 — капитан Журов
- 2008 — Аргентина. Интервью с мёртвым наркодилером — Ангел-хранитель
- 2008 — Однажды в провинции — «Лошадь» (Виктор Сергеевич)
- 2008 — Морфий — сосед-военный
- 2008 — Гаишники — Тихон
- 2008 — Чужие — майор
- 2008 — Безымянная — одна женщина в Берлине — Рябой
- 2009 — Я — водитель труповозки

### Озвучивание
- 1992 — Рэкет — бандит на допросе (4-я серия)
- 1997 — Брат — Виктор Сергеевич Багров (роль Виктора Сухорукова)
- 1998 — Хрусталёв, машину! — конвоир блатных (эпизодическая роль)
- 2000 — Бандитский Петербург. Фильм 1. Барон — эпизодические роли
- 2000 — Бандитский Петербург. Фильм 2. Адвокат — Костя-Молоток (роль Анатолия Грошева)
- 2000 — Брат 2 — Виктор Сергеевич Багров (роль Виктора Сухорукова)
- 2002 — По имени Барон — Монгол, Слон (роли Георгия Пицхелаури и Алексея Севастьянова)
- 2003 — Агент национальной безопасности 4 — «Керосинщик»; торговец оружием (роль Александра Чередника)
- 2003 — Бандитский Петербург. Фильм 4. Арестант — Илья Счётчик; бандит (роль Сергея Горбунова)
- 2004 — Улицы разбитых фонарей 6 — владелец машины
- 2006 — Мне не больно — наглый ОМОНовец